# Alfonso Zamora

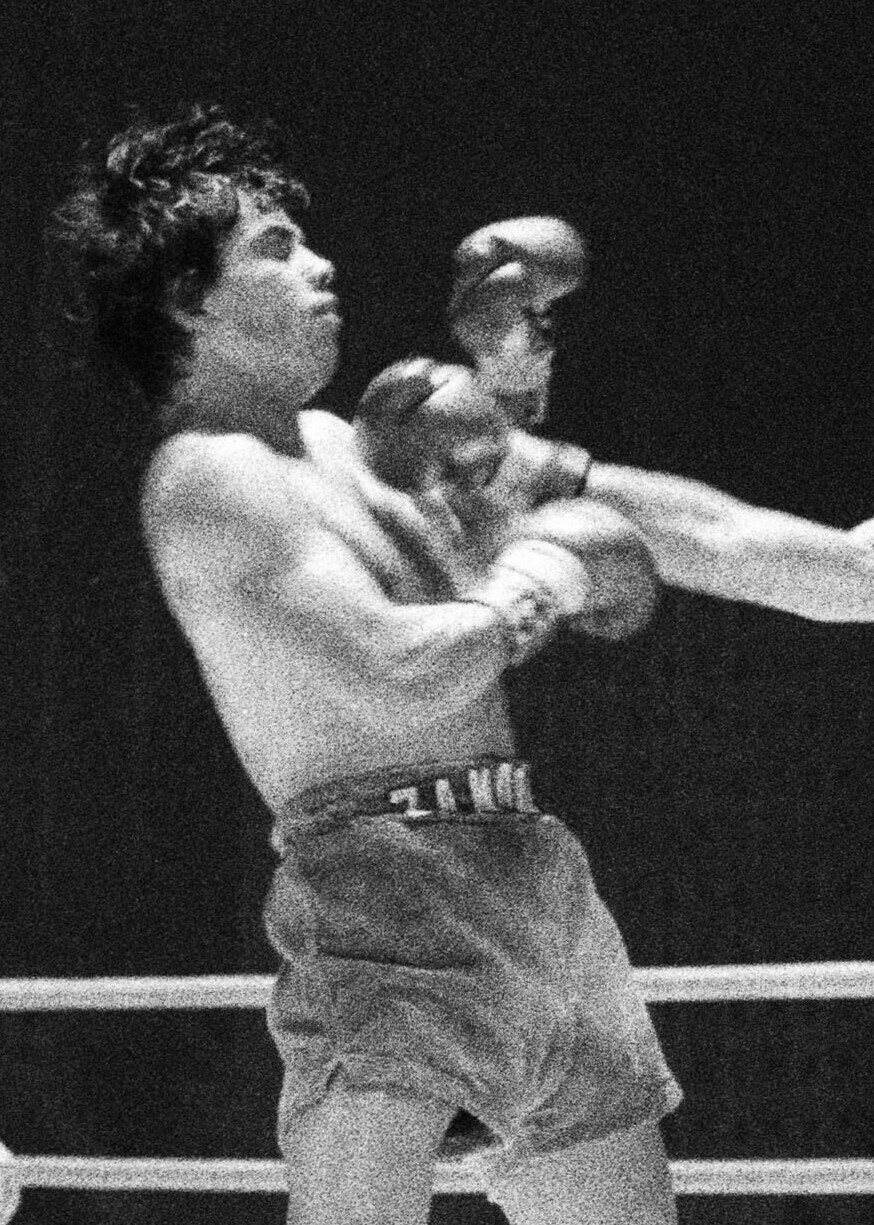

Alfonso Zamora, född den 9 februari 1954 i Ciudad de México, Mexiko, är en mexikansk boxare som tog OS-silver i bantamviktsboxning 1972 i München. I finalen förlorade han mot Orlando Martínez från Kuba med 0-5.